# Personnages de Bienvenue chez les Casagrandes

Les Casagrandes sont une famille de personnages mexicains américains qui sont la famille élargie des Santiagos. Alors que les Casagrandes apparaissent dans plusieurs épisodes de Bienvenue chez les Loud, ils ont plus tard gagné leur propre spin-off. Il est révélé dans les deux spectacles que les Casagrandes vivent dans la ville fictive de Great lakes City, à trois heures de Royal Woods et dans un État voisin.

## La famille Casagrandes

### Ronnie Anne Santiago
Ronalda Anne Santiago (exprimée par Breanna Yde en S1E15B-S3E21, Izabella Alvarez en S4E1-présent) est la sœur de Bobby et elle a 11 ans (puis 12 ans dans le film) . C'est un garçon manqué qui aime faire de la planche à roulettes, jouer à des jeux vidéo et faire des farces. Elle porte un sweat violet, un short en jean, un débardeur blanc, des chaussures violettes et des chaussettes roses. Ronnie Anne a un ami proche nommé Lincoln, qui est le seul frère de la petite amie de Bobby, Lori. Un bâillon courant est qu'un membre de sa famille ou de Lincoln se réfère à l'un d'eux comme le petit ami / petite amie de l'autre, ce qu'ils nient instantanément. Cependant, il est implicite plusieurs fois dans la série qu'ils nourrissent des sentiments l'un pour l'autre.

### Bobby Santiago
Roberto Alejandro Martinez-Millan Luis  Santiago Jr. (exprimé par Carlos PenaVega) est un garçon de 17 ans qui est le frère aîné de Ronnie Anne. Il porte un jean bleu, des chaussures marron, une ceinture noire, un T-shirt crème et une chemise verte dessus. Bobby a une petite amie nommée Lori Loud, qui vit avec ses 10 autres frères et sœurs. Bobby et Lori ont réussi à trouver un moyen de faire fonctionner leur relation malgré le fait que Bobby doive s'éloigner de l'endroit où ils vivaient tous les deux. Il travaille actuellement dans la bodega de la famille Casagrandes en tant que caissier et stockboy. Comme on le voit dans « Les Citadins » et « Les Espions qui m'aimaient trop » Bobby a développé une tendance à se retrouver piégé dans le congélateur laitier.

### Maria Casagrande-Santiago
Maria Casagrande-Santiago (exprimée par Sumalee Montano) est la mère de Ronnie Anne et Bobby, la sœur de Carlos et la fille de Rosa et Hector. Elle travaille comme infirmière dans un hôpital local. Lorsque le Santiago déménage à Great Lakes City, Maria travaille à l'hôpital local comme infirmière aux urgences.

### Arturo Santiago
Le Dr Arturo Santiago (exprimé par Eugenio Derbez) est le père de Bobby et Ronnie Anne qui travaille comme médecin chez Médecins avec missions qui ont leur siège social à Great Lakes City. Il opère actuellement au Pérou où il a aidé à construire un hôpital. Le travail d'Arturo est apprécié par Carlos Casagrande et Hector Casagrande développe un regard renfrogné quand autour de lui, ce qui implique qu'il n'était pas satisfait du divorce de Maria et Arturo.
Dans « Opération Papa », Arturo se rend à Great Lakes City pour une conférence amenant Ronnie Anne à trouver un moyen de le faire emménager après l'avoir brutalisé pendant un certain temps. Après l'échec de certaines tentatives, Ronnie Anne a pu le voir partir. Après avoir regardé le carnet de notes qu'elle lui a laissé, Arturo contacte son patron de Médecin sans mission pour le laisser travailler au QG de Médecins sans mission de Great Lakes City pendant qu'un autre médecin le couvre.

### Rosa Casagrande
Rosa Casagrande (doublée par Sonia Manzano) est la grand-mère de Ronnie Anne et Bobby et la mère de Maria et Carlos. Elle est la matriarche de la famille Casagrande et la gérante de l'immeuble. Elle est une cuisinière qualifiée et utilise une variété de remèdes maison pour guérir les gens et éloigner les esprits.

### Hector Casagrande
Hector Rodrigo Casagrande-Guiterrez (doublé par Ruben Garfias) est le grand-père de Ronnie Anne et Bobby et le père de Maria et Carlos. Il est le patriarche de la famille Casagrande et le propriétaire du Casagrande Mercado au rez-de-chaussée de l'immeuble de la famille. Hector a tendance à bavarder et sait jouer de la guitare.

### Carlos Casagrande
Carlos Casagrande (exprimé par Carlos Alazraqui) est l'oncle de Ronnie Anne et Bobby, le frère de Maria et le fils de Rosa et Hector. Il est père de quatre enfants et travaille comme professeur dans une université locale. Carlos lit beaucoup de livres et peut dispenser des anecdotes plutôt stupides. Dans « Le Saut de trop » , il a été révélé qu'il était un skateur populaire à l'université. Il a dû s'arrêter après avoir épousé Frida.

### Frida Puga-Casagrande
Frida Puga-Casagrande  (exprimée par Roxana Ortega)  est la tante de Ronnie Anne et Bobby et la femme de Carlos. Elle est une artiste et photographe passionnée. Frida devient émotive sur une variété de moments mondains. Son nom de jeune fille porte le nom du membre du personnel Miguel Puga. 

### Carlota Casagrande
Carlota Casagrande (exprimée par Alexa PenaVega )  est l'aînée des enfants de Carlos et Frida, leur fille unique et la cousine de Bobby et Ronnie Anne. Elle est une admiratrice de la mode vintage et a une suite sur les réseaux sociaux. 

### Carlos "CJ" Casagrande Jr.
Carlos "CJ" Casagrande Jr. (exprimé par Jared Kozak)  est le deuxième aîné et le mâle aîné des enfants de Carlos et Frida et le cousin de Bobby et Ronnie Anne. Il est né avec le syndrome de Down et possède une disposition très ensoleillée. CJ aime jouer à des jeux de simulation et aime les pirates. 

### Carlino Casagrande
Carlino "Carl" Casagrande (exprimé par Alex Cazares)  est le deuxième plus jeune des enfants de Carlos et Frida et le cousin de Bobby et Ronnie Anne. Il a une personnalité machiste et éclos une variété de plans, mais est finalement très enfantin. Carl aime jouer avec les jouets, en particulier les trains. De plus, il a aussi le béguin pour Lori au grand désarroi de Lori et Bobby. Dans "Journée piscine" Carl s'est révélé incapable de nager jusqu'à ce que Bobby lui apprenne en échange que Carl lui apprend comment attacher ses chaussures.

### Carlitos Casagrande
Carlitos Casagrande (exprimée par Roxana Ortega jusqu'à Bienvenue chez les Casagrandes ep. 6A , Cristina Milizia à partir de ep. 7  ) est le plus jeune des enfants de Carlos et Frida et le petit cousin de Ronnie Anne et Bobby. Il a des cheveux sensiblement orange et une propension à imiter ceux qui l'entourent. Il commence tout juste à apprendre à parler comme on le voit dans "qui m'aime m’imite ! " .

### Danny Puga
Danny Puga est le père de Frida.

### Lupe Casagrande
Lupe Casagrande est la mère de Rosa.

### Animaux de la famille Casagrande
- Sergio (exprimé par Carlos Alazraqui) - Sergio est l'ara écarlate pour animaux de compagnie de la famille Casagrande. Il a une personnalité impertinente et agit comme un réveil. Il porte le nom du caricaturiste Sergio Aragonés, célèbre pour son travail dans Mad Magazine .

- Lalo (effets vocaux fournis par Dee Bradley Baker ) - Lalo est le mastiff anglais de la famille Casagrande. Malgré sa grande taille, il a tendance à avoir peur facilement. Il porte le nom du caricaturiste Lalo Alcaraz, célèbre pour son strip La Cucaracha et ses dessins éditoriaux, et qui travaille également sur le spectacle en tant que consultant créatif et écrivain.

## La famille Chang
Les Changs sont une famille sino-américaine qui arrive à Great Lakes City et s'installe dans l'appartement 3A au-dessus de l'appartement des Casagrandes.

### Sidney "Sid" Chang
Sidney Chang dite "Sid" (exprimée par Leah Mei Gold) est la fille de 12 ans de Stanley et Becca Chang, la sœur aînée d'Adélaïde, et la voisine et meilleure amie de Ronnie Anne. Dans Les Casagrandes, les deux se rencontrent et deviennent rapidement les meilleurs amis. Sid veut toujours essayer de nouvelles choses.

### Stanley Chang
Stanley Chang (exprimé par Ken Jeong) est le père japonais de Sid et Adelaide. Il travaille comme chef de métro dans le réseau de métro de Great Lakes City.

### Becca Chang
Becca Chang (exprimée par Melissa Joan Hart) est la mère de Sid et Adelaide et l'épouse de Stanley. Elle travaille comme zoologiste. L'épisode Une nuit au zoo, révèle que Becca travaille actuellement au zoo de Great Lakes City.

### Adélaïde Chang
Adélaïde Chang (exprimée par Lexi Sexton) est la sœur de Sid, âgée de 6 ans. Sid la décrit comme un "seau de profession". Adélaïde peut être émotive comme on le voit dans Moi, j'y croâ lorsque sa grenouille de compagnie, Nounouille, est décédée.

## Récurrents
Cette section répertorie ceux qui ont récidivé dans Bienvenue chez les Casagrandes où certains d'entre eux sont apparus pour la première fois dans les épisodes de Bienvenue chez les Loud basés sur Casagrande: 
- Casey (exprimé par Christian Simon) - L'ami cool de la planche à roulettes de Ronnie Anne qui porte un chapeau à carreaux.

- Margarita (exprimée par Krizia Bajos) - Une coiffeuse qui réside dans l'appartement 4B de l'immeuble de Casagrande. Elle est propriétaire d'un salon appelé "Margarita's Beauty" qui se trouve en face de son immeuble et partage souvent des ragots avec Hector lorsqu'elle achète des choses au Casagrande Mercado. 
  - Fluffy and Pickles - Les chiens de compagnie de Margarita. Fluffy est un Terrier écossais qui ne peut manger que des aliments biologiques. Pickles est un carlin qui aime jouer dans les flaques de boue.

- Maybelle (exprimée par Telma Hopkins ) - Une femme âgée en lunettes de soleil avec une personnalité pointilleuse et exigeante qui est un client régulier au Casagrande Mercado.

- Miranda (exprimée par Cristina Pucelli ) - Un résident de l'Appartement 4D de l'immeuble de Casagrande. On sait qu'elle joue bien le sac hacky. 
  - Géorgie (doublée par Shondalia White) - La colocataire de Miranda. Elle est experte dans la fabrication de château de cartes.
  - Ninja (effets vocaux fournis par Fred Tatasciore ) - Un Saint-Bernard qui appartient à Miranda et à la Géorgie. Il a tendance à dormir n'importe où.

- M. Nakamura (exprimé par Bruce Locke ) - Un homme qui vit dans l'appartement 4C de l'immeuble de Casagrande. 
  - Nelson (effets vocaux fournis par Eric Bauza ) - Un Bearded Collie appartenant à M. Nakamura. Il se révèle allergique aux abeilles et est souvent formé pour être un meilleur animal de compagnie par son propriétaire.

- Madame. Flores (exprimé par Michelle C. Bonilla) - Une femme qui vit dans l'appartement 3B de l'immeuble de Casagrande. 
  - Renoncule - Mme Animal de compagnie de Flores chihuahua. Elle a tendance à manger quoi que ce soit en vue.

- Madame. Kernicky (exprimé par Lauri Fraser) - Une femme âgée qui réside dans l'appartement 4A de l'immeuble de Casagrande. Elle aime s'entraîner.

- Nikki (doublée par Natalie Coughlin) - Une grande fille de skate qui est amie avec Ronnie Anne.

- Par (exprimé par Sunil Malhotra) - Un livreur de fruits et légumes qui livre des fruits et légumes au Casagrande Mercado. Dans "The Never-Friending Story", il est révélé que Par est un amateur de sensations fortes au moment où Bobby se lie d'amitié avec lui car ils utilisent la même crème capillaire et ont des copines à longue distance.

- Sameer (exprimé par Makana Say) - Un des amis de planche à roulettes de Ronnie Anne qui arbore une dent manquante et de gros cheveux. Il se révèle avoir déjà vécu au Kansas.

- Sancho (effets vocaux fournis par Sunil Malhotra) - Un pigeon déformé qui est l'un des amis de Sergio.

- Vito Filliponio (exprimé par Carlos Alazraqui) - Un homme âgé qui est un client régulier au Casagrande Mercado. Il partage souvent des ragots avec Hector. 
  - Big Tony et Little Sal - les deux teckels pour animaux de compagnie de Vito. Big Tony chasse souvent les écureuils tandis que Little Sal pense qu'il est un chat.